# 角腹艾蛛
角腹艾蛛（学名：Cyclosa mulmeinensis），又名二角塵蛛，为园蛛科艾蛛属的动物。分布于日本、印度、缅甸、马六甲、新卡里坦亚、阿拉伯、非洲、台湾岛以及中国大陆的湖南、广东、湖南、云南等地。